# 명농회
명농회는 명예농림부장관의 자주적 협동체로서 회원상호간의 유대를 강화하고 농업경영 및 기술개선에 관한 상호간의 정보교환 등 농업농촌의 지속적인 발전에 기여할 목적으로 2000년 12월 29일 설립된 대한민국 농림축산식품부 소관의 사단법인이다. 사무실은 서울특별시 송파구 송이로 96, 4층 (가락동, 성원빌딩) 내에 있다.

## 대표자
- 김석중 (농협중앙회 이사)

## 주요 사업
- 회원 상호 간의 농업경영 및 기술정보 교류
- 농업을 위한 자문 및 대정부 건의
- 회원 상호 간의 친목 도모
- 기타 본회의 설립목적 달성에 필요한 수입사업

## 회원 자격
- 명예농림부장관에 위촉된 자